# A Pitcairn-szigetek zászlaja
A Pitcairn-szigetek zászlaján a brit kék felségjelzés repülőrészét az 1969. november 4-én adományozott címer díszíti; rajta a Biblia és a Bounty horgonya. A zöld háromszög a sziget szikláit, a kék a tengert jelképezi.
A csúcson elhelyezett talicska az első telepesekre utal, a miro növény pedig az a fa, amelyből a szigetlakók ajándéktárgyakat faragnak az oda látogatóknak.